# Pabellón de Arteaga
Pabellón de Arteaga è un comune dello stato di Aguascalientes, Messico e conta 38 912 abitanti secondo il censimento del 2005 e si estende per un'area di 199,33 km². Le sue coordinate sono 22°08'N 102°16'W.

## Località Principali
La città di Pabellón de Arteaga è a capo dell'omonimo comune e le sue principali località sono:
- Emiliano Zapata con 2 359 abitanti
- Las Animas con 1 614 abitanti
- Santiago con 894 abitanti
- San Luis de las Letras con 778 abitanti

## Distanze
- Aguascalientes 30 km.
- Asientos 31 km.
- Calvillo 76 km.
- Jesús María 26 km.
- Rincón de Romos 12 km.

## Fonti
- Link to tables of population data from Census of 2005] INEGI: Instituto Nacional de Estadística, Geografía e Informática
- Aguascalientes Enciclopedia de los Municipios de México